# Flischbach
Flischbach ist einer der 19 Ortsteile der Oberpfälzer Gemeinde Schönthal im Landkreis Cham.

## Lage
Flischbach liegt ca. 3 km südlich von Schönthal in einer Hügelkette, umgeben von den Erhebungen Boden-Holz (554 m ü. NN), Vogelbierl (544 m ü. NN) und Flischbacher Berg (584 m ü. NN). Straßen verbinden Flischbach nach Westen mit Steegen, nach Nordwesten mit Niederpremeischl und nach Osten mit der Bundesstraße 22.

## Geschichte
Der Ortsname Flischbach weist auf eine Besiedlung im Rahmen der Erschließung der Region durch deutsche Siedler im 10. und 11. Jahrhundert hin. Eine sich nach diesem Dorf nennende Ministerialenfamilie wird am 27. April 1112 mit einem Wolker de Vlinspach in einer Urkunde Kaiser Heinrichs V. erstmals urkundlich fassbar. Ein Werhart de Flinspach wird zwischen 1139 und 1146 als Zeuge in einer Tradition des Klosters Prüfening genannt. Zwischen 1150 und 1160 sind „Eticho et Pertzold de Flindesbach“ erwähnt.
Im Oberbayerischen Urbar von 1282 wird der Ort „Flinspach“ dem Amt Wetterfeld und damit dem Herzogtum Oberbayern zugehörig genannt. 1303 taucht erneut ein Wernhardus de Flinspach in den Quellen auf, der zuvor einen Wald an das Kloster Schönthal verkauft hatte, 1317 wird dessen Bruder Konrad erstmals erwähnt. Für Wernhart wird der oberbayerische Herzog Rudolf I. als Lehnsherr genannt. Der gleichnamige Sohn dieses Wernhart tritt 1358 letztmals als Zeuge in Erscheinung. In der Zwischenzeit war Flischbach wohl zum Herzogtum Niederbayern übergegangen, denn im niederbayerischen Teilungsvertrag von 1331 wird Flischbach erwähnt und der Herrschaft Bayern-Deggendorf unter Heinrich XV. zugeschlagen.
In dem gleichen Teilungsvertrag werden zwei Herrschaftssitze im Dorf erwähnt, von denen einer der Familie der Eyttenharter gehört. Diese scheint also einen Teil der Besitzungen der Ministerialen von Flischbach übernommen zu haben. 1402 wird Hanreich Eyttenhartz als Besitzer von Flinsbach genannt. Später ist dieses unter Wolfgang Eyttenharter erstmals als Landsassengut bezeichnet. Die Erben dieses Wolfgang scheinen 1545 die Hälfte von Flinsbach an Sebastian Pruckner verkauft zu haben. Der andere Teil kam 1570 an Georg Wurmrauscher, auf den die Notthafft folgten. 1587 kam der Besitz an Hans Wolff Beham. 1588 ging die Ortschaft an Hans Halbritter über. Von diesem übernahm Johann Sebastian Gemmel den Besitz. Nach seinem Tod 1612 wurde die Grundherrschaft Flinsbach wieder in ein „oberes Gut“, das sein Sohn Hans Georg erhielt, und in ein „unteres Gut“, das seinem Sohn Georg zugesprochen wurde, geteilt. 1693 kam Unterflinsbach zusammen mit Oberflinsbach an Philipp Jakob Tucher, der den Besitz bereits 1699 weiterverkaufte. In der Folge wechselten beide Landsassengüter oftmals den Besitzer. Von 1785 bis 1838 war das Schloss in den Händen der Familie von Scheller, danach wurde es innerhalb weniger Jahre mehrfach weiterverkauft und -verschenkt und gelangte im Frühjahr 1842 schließlich in bäuerlichen Besitz. 1953 wurde das schlichte in der Ortsmitte liegende Flischbacher Schloss abgerissen.
Im 19. Jahrhundert war Flischbach eine eigenständige Gemeinde, zu der einer Aufstellung von 1820/1821 zufolge auch das benachbarte Dorf Flischberg gehörte. Für den Ort Flischbach sind in dieser Aufstellung 32 Familien verzeichnet, für die Gemeinde inklusive Flischberg 41 Familien. Bereits im Jahr 1837 war Flischberg jedoch von Flischbach abgetrennt und der Gemeinde Öd zugeschlagen worden. Nach einem vergeblichen Versuch von 1858, Flischbach mit einigen benachbarten Ortschaften zu einer größeren Gemeinde zusammenzuführen, verlor der Ort erst 1939 seine Selbstständigkeit und wurde nach Steegen eingemeindet. 1978 schließlich wurde die Gemeinde Steegen im Rahmen der Gebietsreform in Bayern aufgelöst und auf die Gemeinden Rötz und Schönthal aufgeteilt, wobei Flischbach zu letzterer geschlagen wurde. 1998 gewann Flischbach bei dem Wettbewerb Unser Dorf hat Zukunft die Goldmedaille und ist heute neben der Landwirtschaft vor allem durch den Fremdenverkehr geprägt.

## Sehenswürdigkeiten
In Flischbach befindet sich eine kleine Kapelle, die 1960 eingeweiht wurde. An einer Scheune in der Ortsmitte ist ein Holzkreuz angebracht, an dem die Leidenswerkzeuge Christi dargestellt sind (Arma-Christi-Kreuz). Es handelt sich um den Ersatz eines größeren Originalstückes, das eine Höhe von 4 Metern hatte und 1940 zerstört wurde.

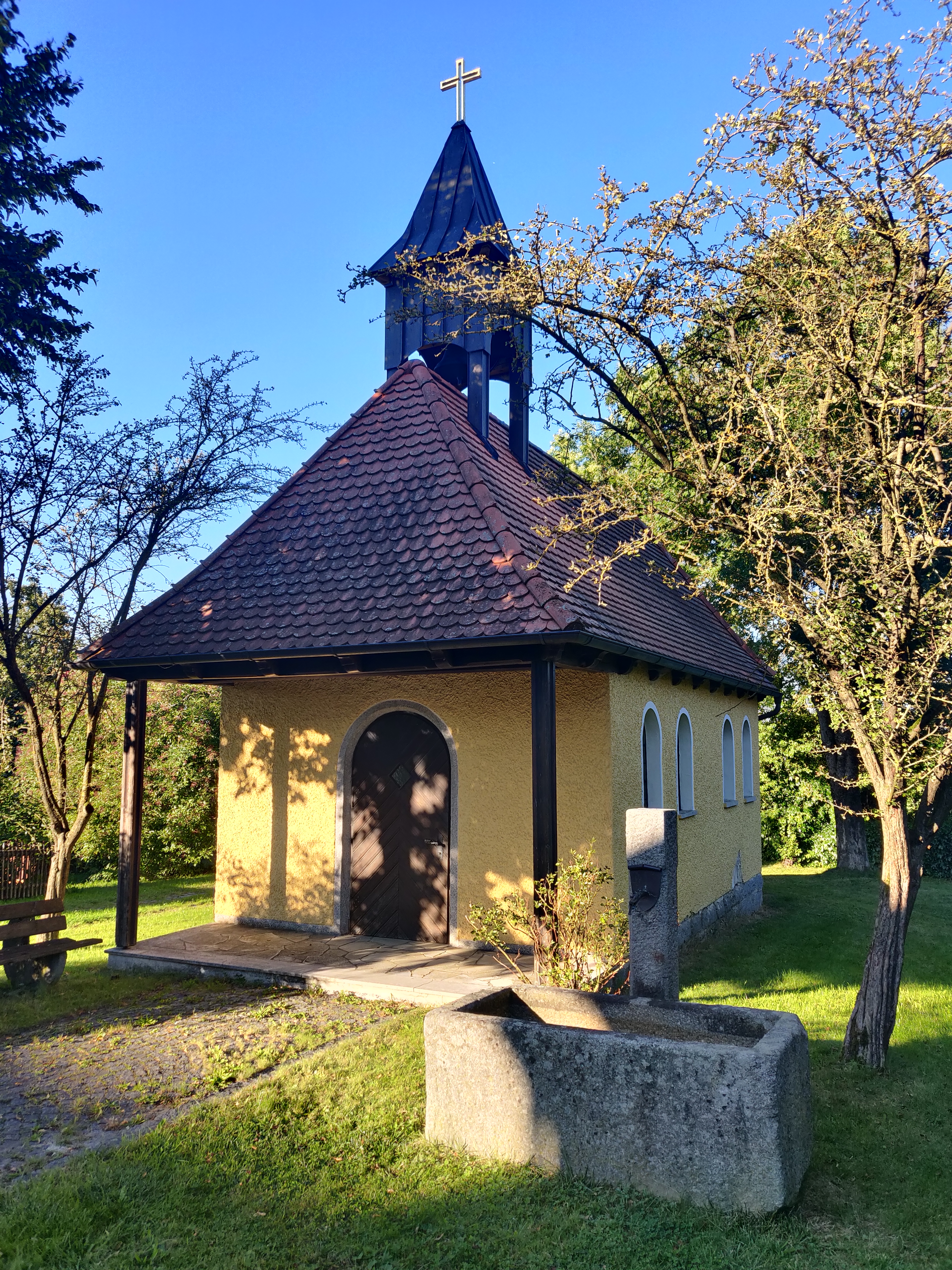
Kapelle in Flischbach
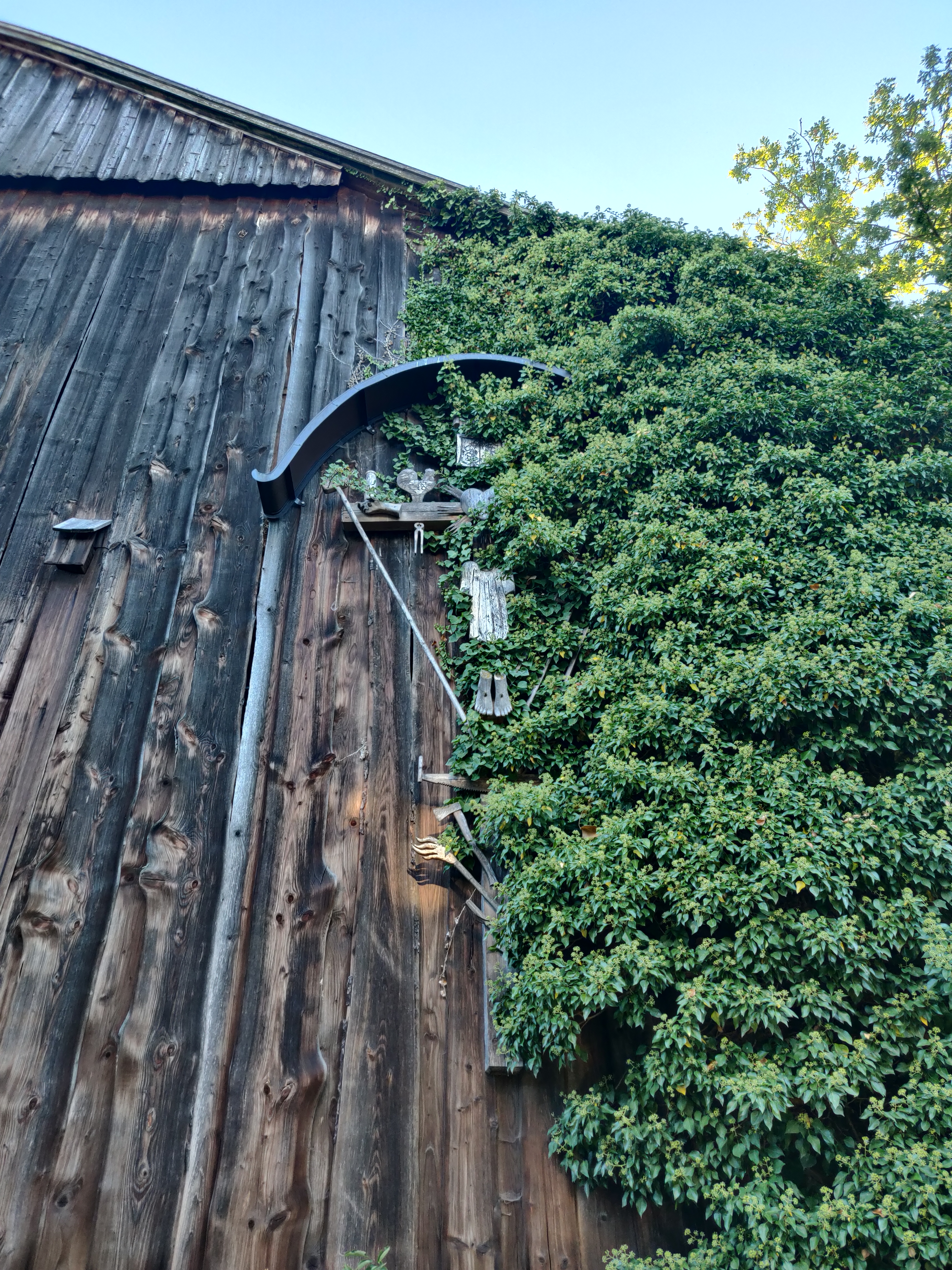
Arma-Christi-Kreuz in der Ortsmitte